# Raúl Macías
Raúl Macías Guevara, detto Ratón (Città del Messico, 28 luglio 1934 – Città del Messico, 23 marzo 2009), è stato un pugile e attore messicano, campione del mondo NBA dei pesi gallo tra il 1955 e il 1957.

## Biografia

### Carriera da dilettante
Macías ha rappresentato la nazionale messicana nel 1952 a Helsinki ai Giochi della XV Olimpiade, nella categoria dei pesi gallo. Ha battuto ai punti al primo turno il colombiano Angel Amaya, per poi perdere negli ottavi di finale, sempre ai punti, di fronte al sovietico Gennadij Garbuzov .

### Carriera da professionista
Debuttò al professionismo il 1º novembre 1952, subito dopo le Olimpiadi, sempre nei pesi gallo. Nel 1954, ancora imbattuto dopo 16 match, conquistò il titolo nordamericano battendo Nate Brooks ai punti in dodici round. Fu quindi designato a combattere per il titolo mondiale in possesso del franco-algerino Robert Cohen. Questi tuttavia fu privato del titolo mondiale dalla National Boxing Association per non essere riuscito a raccogliere la sfida contro Macías entro 90 giorni.
Venne perciò allestito un match per l'attribuzione del titolo vacante tra Raúl Macías e l'italiano Mario D'Agata, che si sarebbe dovuto combattere il 9 marzo 1955 a Daly City. Sfortunatamente meno di un mese prima del combattimento, D'Agata venne colpito al petto da una fucilata a seguito di un diverbio, impossibilitandolo a onorare il contratto firmato. Il combattimento valido per l'aggiudicazione del titolo vacante si tenne ugualmente tra Macías e il thailandese Chamroen Songkitrat, già sfidante dello stesso Cohen. Il messicano vinse per knock-out tecnico all'11º round e, finalmente, riuscì a indossare la cintura mondiale dei pesi gallo, sia pur nella versione NBA.
Il 15 giugno 1955 Macías subì la sua prima sconfitta contro Billy Peacock in un match non valido per il titolo. Difese per la prima volta la cintura mondiale il 25 marzo 1956, a Città del Messico, contro il filippino Leo Espinosa, vincendo per KO al decimo round. Un anno dopo, a Daly City, mantenne nuovamente il titolo battendo l'altro filippino Dommy Ursua per Kot all'undicesima ripresa.
Il 6 novembre 1957, per una borsa di 50.000 dollari, Macías accettò di combattere per la riunificazione del titolo mondiale contro l'altro franco-algerino Alphonse Halimi, davanti a 20 000 spettatori per lo più ispanici, al Wrigley Field di Los Angeles. Halimi, che era in possesso dell'altra fetta del titolo mondiale avendo battuto Mario D’Agata a Parigi, si aggiudicò l'incontro ai punti diventando Campione del mondo dei gallo unanimemente riconosciuto. Il verdetto fu controverso perché l'arbitro aveva visto vincitore lo sfidante per tre punti, mentre i due giudici attribuirono ad Halimi un vantaggio tra i sette e i nove punti. 
Dopo questo match, Macías combatté altre cinque volte, sempre in Messico e vincendo sempre. Il 13 ottobre 1962 si ritirò dal pugilato agonistico, dopo aver subito soltanto due sconfitte ai punti, in 43 match disputati.

### Carriera da attore
Dopo il ritiro, Macías è apparso in numerose telenovele messicane, in particolare negli anni 1990 in "La mia piccola solitudine" ("Mi Pequeña Soledad "), insieme a Verónica Castro. Tra i suoi film più famosi si ricorda l'autobiografico El Raton (1957), accanto al tenore venezuelano Alfredo Sadel, per la regia di Chano Urueta.